# ヒットポイント (ゲーム会社)
株式会社ヒットポイント（Hit-Point）は、日本のゲーム会社。

## 概要
主にゲームアプリの企画・開発を行う。
代表作は『ねこあつめ』（2014年）や『旅かえる』（2017年）、中でもねこあつめは2017年に『ねこあつめの家』として実写映画化された。
コトブキソリューション（ケムコ）からの委託開発も行っており、ガラケー向けアプリ時代の代表作である『マシンナイト』（2011年）や『空のフォークロア』（2012年）などは、後にスマートフォンやニンテンドー3DSにも移植されている。
名古屋開発室と京都開発室があり、少数精鋭で開発には全員関わるスタンス。
2022年6月には、本社を名古屋市中区から西区へ移転している。